# Rågeleje
Rågeleje is een vissersdorp in de Deense regio Hovedstaden, gemeente Gribskov en telt 839 inwoners (2007).

## Foto's

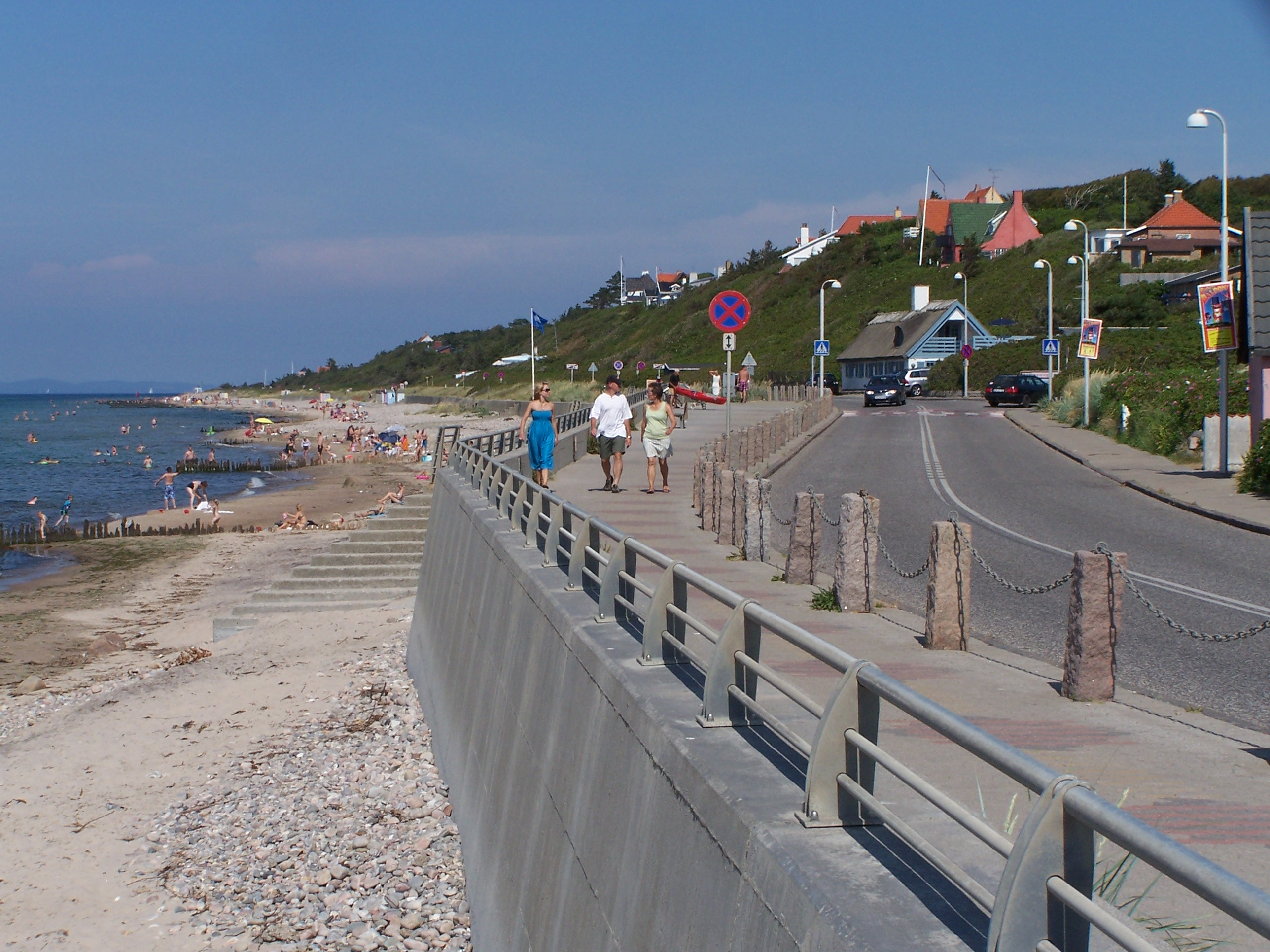
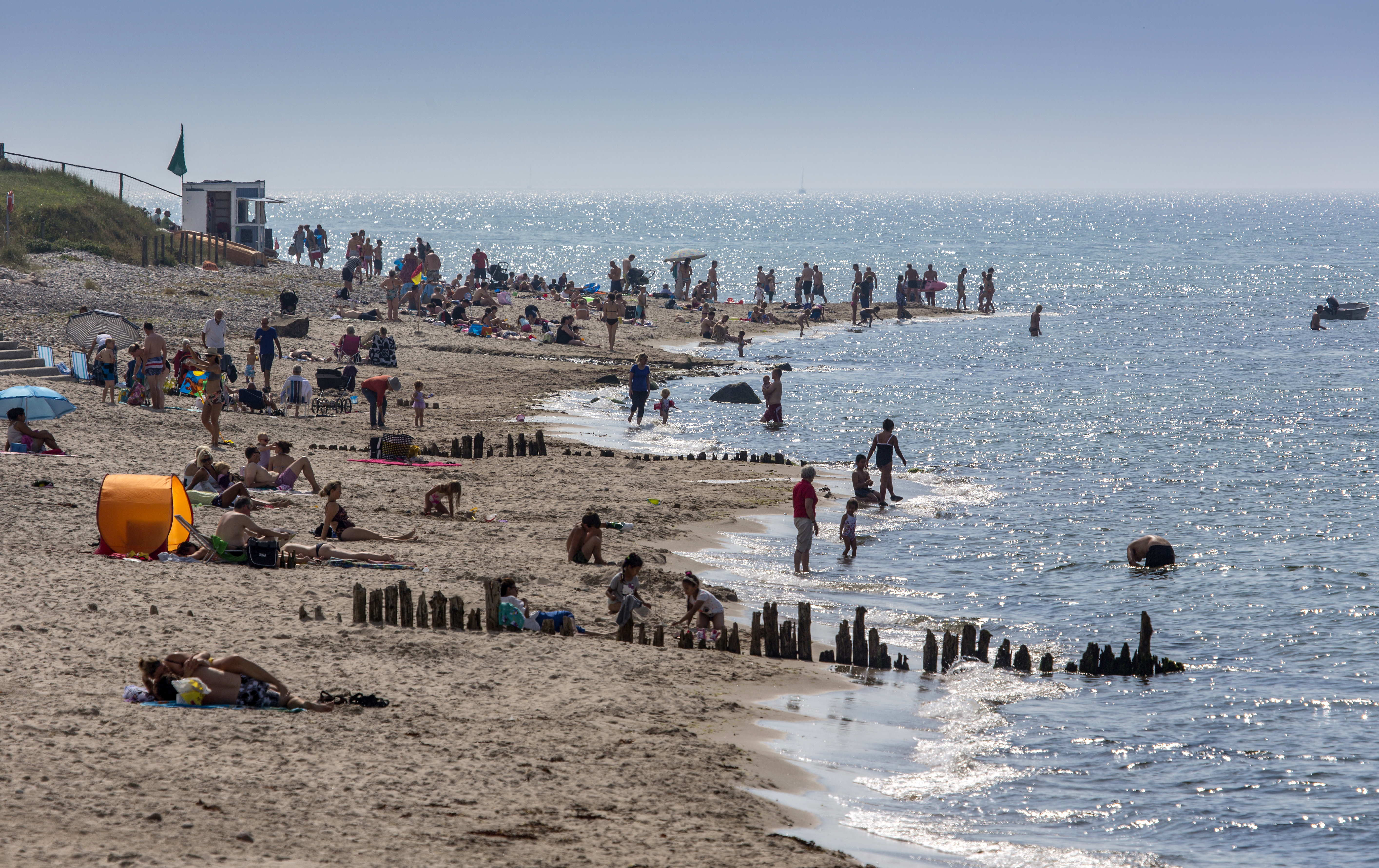
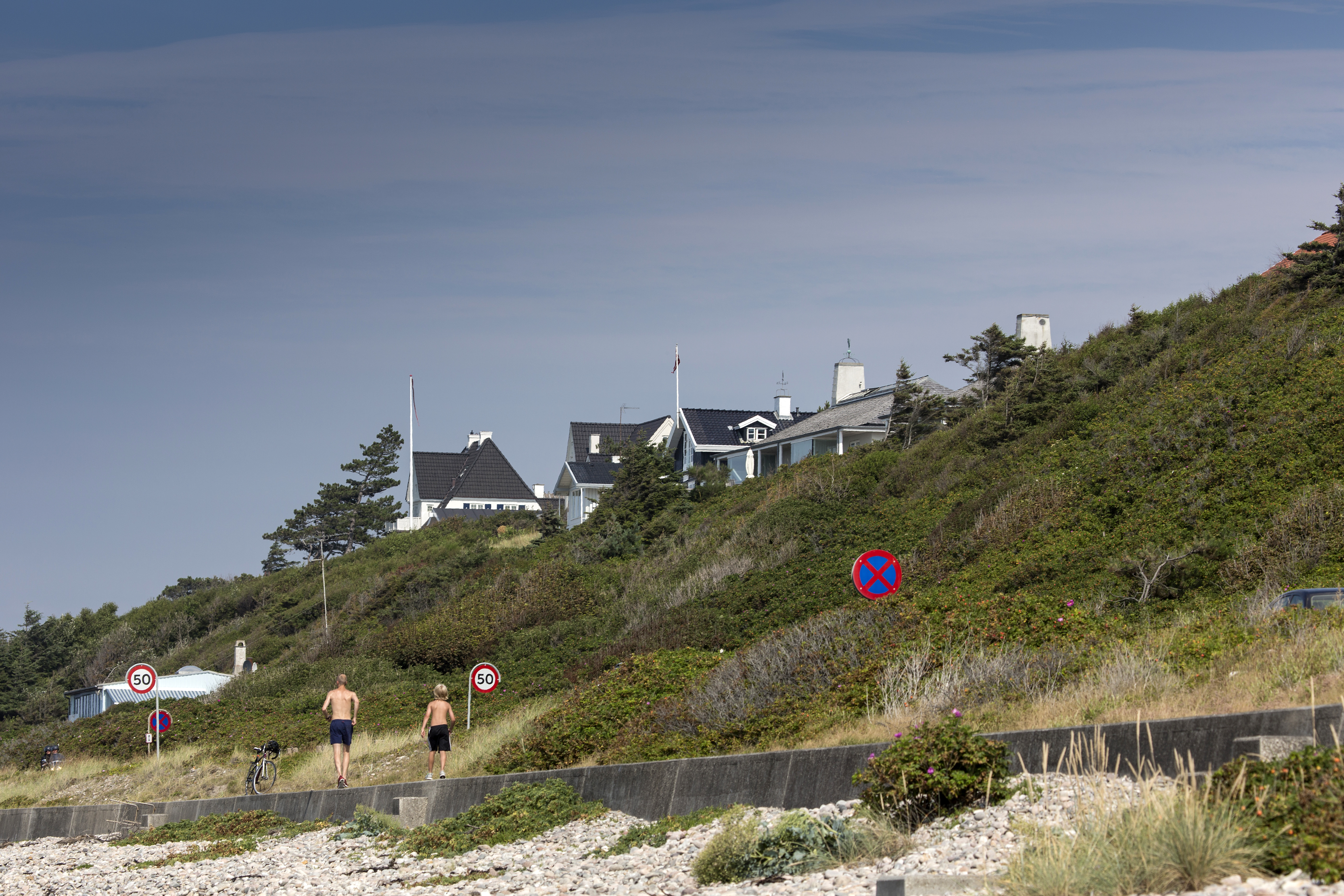